# Dieter Olaf Klama
Dieter Olaf Klama (* 20. Dezember 1935 in Hindenburg; † 8. Juni 2021 in Waal) war ein deutscher Grafiker und Maler.

## Leben
Nach dem Zweiten Weltkrieg flüchtete Klama als Zehnjähriger von Oberschlesien nach Bayern. Seine Jugend verbrachte er in der Oberpfalz. In München studierte er Grafik und Malerei bei Eduard Ege und Josef Oberberger. Später setzte er seine Studien bei Rudolf Belling in Istanbul fort. Ende der 1950er Jahre kehrte er nach München zurück.
Klamas Atelier und Stadtwohnsitz befanden sich im Münchner Stadtteil Schwabing. Ab den 1960er Jahren war er als Cartoonist für Zeitungen und Zeitschriften wie Die Welt, Die Zeit, Der Spiegel, Stern, Süddeutsche Zeitung, Quick, Lui und Paris Match tätig. Zudem veröffentlichte er eine Reihe von Büchern, darunter den besonders erfolgreichen Band Olümpia Mynchen mit humorigen Zeichnungen zum Thema Sport, der 1971 anlässlich der bevorstehenden Olympischen Spiele in München erschien und als Vorlage für einen Zeichentrickfilm diente.
Klama arbeitete auch für ARD und das Bayerische Fernsehen, wo Anfang der 1970er Jahre seine Zeichentrickserie Circus Zapzaroni lief, für die Kinder Tierzeichnungen einsendeten, die als Grundlage für Trickfilmszenen dienten. Aus den Originalen wurde ein Kinderbuch zusammengestellt.
Klama hat für zwei seiner Kurz-Animationsfilme den Bundesfilmpreis erhalten, zunächst 1968 für Zoologisches und 1972 für Olümpia Mynchen. Er wurde auch mit dem Deutschen Jugendbuchpreis, dem Thessaloniki-Filmpreis, dem Italienischen Filmpreis und dem Buchpreis der Frankfurter Buchmesse ausgezeichnet.  
Der schwer einzuordnende Künstler Klama experimentierte mit unterschiedlichen Techniken, Materialien und Formaten. Er arbeitete mit Bleistift, Tusche, Buntstift, Aquarellfarbe und Pastellkreide. Sein Markenzeichen ist die Anwendung der Kalligraphie. Er wurde insbesondere durch seine Karikaturen bekannt. In seinen humorvollen und pointierten Arbeiten griff er Themen wie die Tücken des Alltags, das Verhältnis der Geschlechter oder die Beziehung von Mensch und Tier auf. Er setzte sich auch ironisch mit Fragen der Philosophie auseinander und interpretierte Motive der klassischen Antike. Ab den 1990er Jahren schuf er verstärkt großformatige farbige Zeichnungen, in die er Gegenstände wie Anstecker, Schreibfedern oder Siegel integrierte.
Seit 2010 arbeitete und lebte Klama in Waal. Dort starb er 2021 im Alter von 85 Jahren. Seine Tochter, welcher er ein Buch widmete, ist ausgebildete Restauratorin.

## Ausstellungen (Auswahl)
- 2012: Klama. Zeichner und Cartoonist. Die Werkschau, Kunstforum Ostdeutsche Galerie[4]
- 2014: Dieter Olaf Klama. Ohne Worte, Stadtmuseum Landsberg am Lech[5]

## Werkauswahl
Bekannt sind unter anderem auch seine Bücher:
- Veronika, der Lenz ist da! Bechtle Verlag, München-Esslingen 1961.
- Der Zahn: Eine Bilderfibel f.d. Zahntechniker. Bechtle Verlag, München-Esslingen 1962.
- Klamauk. Karikaturen. Verlag Desch, München 1964, DNB 452429455
- mit Dieter Klama und Frank Widmayer: Circus Zapzaroni. Süddeutscher Verlag, München 1970.
- Olümpia Mynchen. Rosenheimer Verlagshaus Förg, Rosenheim 1971.
- Das große Klamasutram. Desch Verlag, 1974, ISBN 3-420-04707-X.
- mit Horst Ehmke: Die Macht der grossen und der kleinen Tiere. Verlag Hanser, München 1980, ISBN 3-446-13203-1.
- Homo Automobilis. Von 0 auf 100. Prestel Verlag, München 1986, ISBN 3-7913-0757-6.
- mit Jost Niemeier: Der Computer neben Dir. Hanser Verlag, München, 1979, 1981, ISBN 3-446-12861-1.
- mit Paul Schallweg: Vom Fliagadn Holländer zum Lohengrin von Wolfratshausen: Opern auf bayrisch. Verlag Rosenheimer, Rosenheim 1990, ISBN 3-475-52206-3.
- 2000 Jahre Geistes Gegenwart - Klamas Galerie des Millenniums. Verlag Schnell & Steiner, Regensburg 1999, ISBN 3-7954-1263-3.
- Das große Fußballhelden-Bilderbuch: "Allianz der Legenden". Verlag SV Corporate Media GmbH & Moderne Industrie, München 2006, ISBN 3-937889-40-X.